# Michel Rateau
Pour les articles homonymes, voir Rateau.
 (septembre 2021).
Si vous disposez d'ouvrages ou d'articles de référence ou si vous connaissez des sites web de qualité traitant du thème abordé ici, merci de compléter l'article en donnant les références utiles à sa vérifiabilité et en les liant à la section « Notes et références ».
Michel Rateau, né le 4 septembre 1938 à Paris 15e et mort le 16 octobre 2020 à Bois-Guillaume, est un compositeur français.

## Biographie
C’est avec sœur Marie-Laurent qu’il commence l’étude du solfège et du piano à l’âge de 5 ans à l’école Notre-Dame de France à Vanves (Hauts-de-Seine). Elle a remarqué chez cet enfant des aptitudes et un goût pour la musique qu’elle voudrait développer. C’est au même âge qu’il compose sa première œuvre dans la cuisine de ses parents à partir des objets et des appareils environnants.
Malgré des changements d’établissements scolaires, il continue à suivre l’enseignement de Sœur Marie-Laurent jusqu’à l’âge de 11 ans.
Puis, il prend des cours particuliers de piano avec Jean Boguet (organiste à Dijon) jusqu’à ses 15 ans. 
Ensuite, il sera l’élève de Jacques Février et Jean Doyen.
Étant plus attiré par la composition, Michel Rateau commence des études d’écriture avec Maurice Duruflé et entre dans sa classe au Conservatoire national supérieur de musique de Paris en 1959. Ensuite ce seront les classes d’André Jolivet et Jean Rivier.
Tout en suivant ses cours au conservatoire, il passe en 1960 son CAPES d’éducation musicale et effectue son service militaire dans la musique au 93e Régiment d’Infanterie au Mont Valérien (de 1962 à 1964).
Il obtient le Premier prix d’harmonie en 1963 et le Premier prix de composition en 1966 du Conservatoire national supérieur de musique de Paris.
Michel Rateau se présente et obtient en 1967 le premier grand Prix de Rome[réf. souhaitée].
Il séjournera à la Villa Médicis de 1968 à 1971. Pendant son séjour, il conçoit un instrument de percussion constitué d’un portique de 2 m sur 2 m sur lequel sont fixées des cloches (campana) de différentes tailles et matières (bois, métal) et des cymbales sur lesquelles on frappe avec des baguettes.
De retour à Paris en 1971, il s’intéresse aux sons émis par les « choses » (une cage à oiseaux, des tubulures, des cuves…) qu’il enregistre sur bande magnétique. Ceci donnera lieu à la musique du Ballet La Course au Théâtre national populaire (TNP) à Paris dansé par la compagnie de Joseph Russillo et un concert au Musée d’art moderne de la Ville de Paris dans le cadre de l’ARC (Animation Recherche Confrontation) commandé par Maurice Fleuret.
Durant toutes ces années, il n’aura de cesse de continuer à composer des œuvres pour orchestre.
En 1976, Michel Rateau s’installe à Rouen et reprend sa carrière d’enseignant comme professeur à l’IUFM de Rouen.
Il sera également professeur à l’Institut de musicologie de Rouen de 1980 à 1989 et professeur d’harmonie et d’analyse à l’École normale de musique de Paris de 1983 à 1990.
En 1982, il commence les Chants du temps pour orchestre qu’il achèvera en 1988 et qui donnera lieu à un entretien sur cette œuvre avec Pierre Boulez.
Tout en étant professeur à temps plein, il donne en concert Salle Gaveau à Paris en 1984, Offrande lyrique pour violon et orchestre joué par l’Ensemble orchestral de Paris sous la direction de Jean-Pierre Wallez, avec pour soliste Gaëtane Prouvost. Concert auquel assistent, à sa plus grande joie, les « maîtres » Olivier Messiaen et Henri Dutilleux. Cette œuvre sera reprise par l’Orchestre de Chambre de Rouen en 1984 sous la direction de Jean-Pierre Berlingen (de).
Pour le 25e anniversaire de l’Université de Rouen en 1991, il compose pour le Nouvel Ensemble Contemporain : À quatre, pour flûte, clarinette, violon et piano, créé en concert en 1991.
C’est en 1992 que Michel Rateau commence les Chants du temps pour piano, son Journal Musical, « une œuvre en cours d’inachèvement ». Les Chants du temps opèrent un retour à une forme d’écriture assez épurée, très simple, fortement mélodique et contrapuntique, qui contraste radicalement avec les pièces plus avant-gardiste qu’il écrivit dans les années 1960-70. Il s’agit d’une composition modulable en 15 volumes à ce jour, chaque volume comporte douze recueils et chaque recueil contient douze ou treize pages de musique. Comme dans un recueil de poèmes, selon son humeur et ses préférences, le lecteur-interprète choisira les morceaux, à lire ou jouer en liberté.
Une partie des Chants du Temps (45 minutes environ) a été donnée en concert à l’Université Strasbourg II en avril 2005, à l’occasion des Journées de l’Action Culturelle sur le thème de l’Œuvre ultime. Des extraits de cette œuvre sont joués, également, par le pianiste israélien Gilead Mishory lors de ces concerts notamment en Allemagne et au Japon.
Les Chants du temps sont devenus un travail unique, l’œuvre que poursuit Michel Rateau et à laquelle il se consacre entièrement à la fin de sa vie.

## Catalogue des œuvres
- Copeaux de Lune pour deux pianos - Biennale de Paris, Musée d’art moderne de la Ville de Paris - 1966 - durée : 11 minutes.
- Divertimento pour deux pianos, 1er prix de composition du Conservatoire national supérieur de musique de Paris - 1966 - durée : 13 minutes 30 secondes.
- Voyageur où t’en vas-tu ?, cantate sur un poème de Rabindranath Tagore, pour soprano, ténor, baryton, basse et orchestre - Orchestre de l'Opéra de Paris, Institut de France - 1967 - durée : 25 minutes.
- Divertimento Breve pour orchestre - Orchestre symphonique de la Rai, Rome - 1968 - durée : 5 minutes 30 secondes.
- Seuil pour ensemble de percussions - Les Percussions de la Rai, Rome -1969 - durée : 10 minutes 30 secondes - Œuvre retransmise sur France Musique.
- Concerto pour orchestre - Orchestre de la Rai, Rome - 1970 - durée : 12 minutes.
- Sonnant pour orchestre - Commande de Radio France – 1971 - durée : 12 minutes.
- Trois Musiques pour un Citoyen pour orchestre - Commande de Radio France - 1972 - durée : 18 minutes - Transcription pour deux pianos.
- Comme Union pour quintette de cuivres - Commande de l’Ensemble Ars Nova, direction Marius Constant - 1979 - durée : 5 minutes.
- Lumen pour cordes - Orchestre de Chambre de Rouen, direction Jean-Claude Bernède - 1980  - durée : 20 minutes.
- Offrande lyrique pour violon et orchestre - Commande de l’Ensemble orchestral de Paris - 1981 - durée : 18 minutes.
- Chants du Temps, en quatre livres pour orchestre - 1982-1988 - durée : 1 heure 50 minutes.
- Audite pour orchestre - 1989 - durée : 11 minutes.
- Intervalle pour cordes - 1990 - durée : 5 minutes 30 secondes.
- Ephphata pour orchestre - 1990 - durée 7 minutes.
- Musique Geste Mouvement pour deux pianos - 1990 - durée : 13 minutes 30 secondes.
- A quatre pour flûte, clarinette, violon et piano - Créé en concert par le Nouvel Ensemble contemporain lors du 25e anniversaire de l’Université de Rouen - 1991 - durée : 8 minutes, 30 secondes.
- Chants du temps pour cordes et instruments à vent - 2007 - durée : 40 minutes.
- Les Chants du temps pour piano, « Œuvre en cours d’inachèvement » - commencée en 1992 - durée totale en 2010 : environ 20 heures – 16e volume en cours.
- Prière pour le don des anneaux pour chœur mixte - 2012 - durée : 3 minutes
- A vous qui après nous vivez pour ensemble vocal et orchestre - Épitaphe de François Villon - 2014 - durée : 9 minutes - Réduction pour piano avec chœur.

### Musiques sur bande magnétique
- La Course, musique de ballet représenté au Théâtre national populaire de Paris par la compagnie Joseph Russillo. Retransmis à la télévision - 1970 - durée : 26 minutes
- Cage, Tuiles, Outils de jardin, Tubulure, Mécaniques : musiques données en concert au Musée d’art moderne de la Ville de Paris dans le cadre de l’A.R.C. dirigé par Maurice Fleuret - 1975 - durée : 45 minutes
- Enfances (15 min), Flûtes (7 min 20 s), Cloches (5 min 40 s), Tintamarresque et Farce (12 min), Concerto pour guitare (25 min), Couvercles (4 min 30 s), Pièces de voiture (5 min 30 s), Éléments de cuisine avec piano (6 min 30 s), La Bête (2 min 40 s), Temps-Monde (15 min) - 1973-1976
- Matinale (3 min 30 s) pour flûte et piano, Sonnant (3 min 10 s) pour trompette et piano - Pièces instrumentales commandées par les éditions A. Leduc - 1972.

### Morceaux de concours pour le Conservatoire de Paris
- Fiction pour cor et piano - éditions M. Eschig - 1974 - durée : 5 minutes.
- Dialogue avec l’oiseau La pour flûte et piano - éditions M. Eschig - 1975 - durée : 5 minutes.
- Nature morte à la Contrebasse - éditions Salabert - 1981 - durée : 5 minutes.